# Eda kyrka

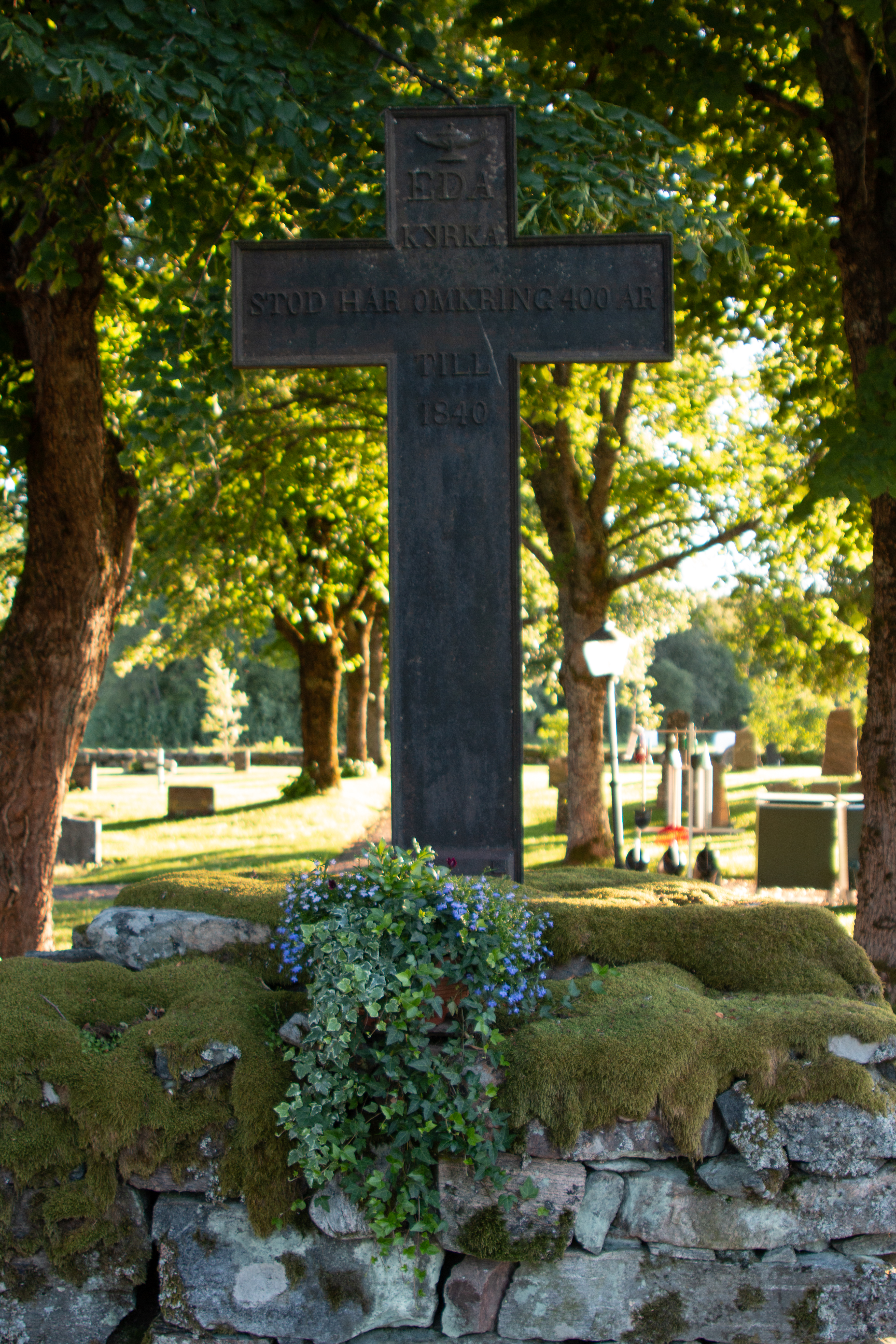
Minneskors, gamla Eda kyrka

Eda kyrka ligger i Eda i Eda kommun nära norska gränsen. Kyrkan tillhör Eda församling i Karlstads stift. 

## Tidigare träkyrka
Omkring 300 meter söder om nuvarande kyrka fanns en träkyrka som möjligen var uppförd på medeltiden. Enligt arkivmaterial uppfördes 1666 ett kyrktorn som ersatte en fristående klockstapel. Kyrkan beskrivs på 1700-talet som för liten, och i början av 1800-talet beskrivs den som i så dåligt skick att kyrktornet vajade när man ringde i klockorna. Vid gamla kyrkplatsen restes 1845 ett minneskors över den gamla kyrkan. Korset står mitt på den gamla kyrkogården med en enkel klockstapel. En grav bär årtalet 1477. Här finns även en massgrav och minnessten för offren i koleraepidemin på 1860-talet. Den gamla kyrkogården omgärdas av en stenmur som enligt en inskription ska ha uppmurats 1823. På en annan sten står inskriptionen "Eda kyrka grundlagd 1024", som är året då Norge blev ett kristet rike.

## Nuvarande stenkyrka
Nuvarande kyrka i Karl Johan-stil har en stomme av sten består av ett långhus med en utbyggd, halvrund absid i öster där sakristian är inhyst. Vid långhusets västra kortsida finns ett kyrktorn med ingång. Ytterligare ingångar finns mitt på långhusets norra och södra sidor.

### Tillkomst och ombyggnader
Kyrkan uppfördes 1835–1839 enligt ritningar av arkitekt Per Axel Nyström och invigdes 1841 av biskop Carl Adolph Agardh. Redan år 1845 lades skiffertaket om. Åren 1882–1883 genomfördes en renovering då kyrkorummets golv lades om och nya bänkar tillkom. Eftersom behov fanns av uppvärmning installerades en stor kamin. Väggarna rappades invändigt och utvändigt. Omkring kyrkan anlades en stenmur.

### Restaureringar på 1900-talet
År 1904 drabbades kyrkan av en eldsvåda förorsakad av överhettning av murstocken vid sakristian. Inga uppgifter finns om några skador. Åren 1921–1922 utfördes dräneringsarbeten. Man lät då bygga ett nytt pannrum och installerade centraluppvärmning med lågtrycksånga. Vid början av 1940-talet lade man om kyrkans hela golv och nya bänkar införskaffades. Bänkarna gjordes kortare än de gamla för att ge plats åt sidogångar. 1955 övergick man till oljeeldning och en ny värmepanna installerades. Åren 1957–1958 genomfördes en ombyggnad efter program av arkitekterna Einar Lundberg och Ragnar Jonsson. I korets södra del inrättades en dopplats och tidigare medeltida dopfunt sattes in. Bänkar togs bort för att kunna göra koret större. Altaruppsatsen flyttades fram och predikstolen sänktes. 26 oktober 1958 återinvigdes kyrkan. En renovering genomfördes 1967 under ledning av arkitekt Jerk Alton då fasaderna renoverades, innertaket isolerades och absiden lades om med plåttak. År 1979 utbröt en brand i pannrummet då sakristian blev helt utbränd och koret med altare drabbades av allvarliga skador. En ny restaurering genomfördes under ledning av Jerk Alton och kyrkorummet fick då sin nuvarande prägel. Ett nytt textilrum och förrådsrum inrättades bakom koret.

## Inventarier
- Altartavlan är framställd i slutet av 1600-talet av bildhuggaren Nils Falk i Västergötland.
- Dopfunten av sandsten har tillkommit före 1250 och anses vara mycket värdefull.
- Predikstolen är tillverkad vintern 1837 av byggmästare Nils Olsson i Västra Ämtervik. Gamla kyrkans predikstol är tillverkad 1696 av Nils Falk och stofferad av målarmästare Lars Werling.

### Orgel
- Första orgeln tillkom 1868 och var byggd av E. A. Setterquist.
- 1931 byggdes orgelverket ut till 35 stämmor av samma E. A. Setterquist & Son och är pneumatiskt. Orgeln har fria och fasta kombinationer samt registersvällare.

| Huvudverk I    | Svällverk II    | Pedal         | Koppel    |
| Principal 16’  | Gedackt 16’     | Subbas 16’    | I/P       |
| Princial 8’    | Basetthorn 8’   | Violon 16’    | II/P      |
| Dubbelflöjt 8’ | Rörflöjt 8’     | Ekobas 16'    | II/I      |
| Gedackt 8’     | Quintadena 8’   | Borduna 8'    | II 16'/I  |
| Gamba 8’       | Salicional 8'   | Violoncell 8' | I 4'/I    |
| Oktava 4’      | Voix Celeste 8' | Oktava 4'     | II 16'/II |
| Flöjt 4'       | Principal 4'    | Flagflöjt 2'  | II 4'/P   |
| Quinta 3'      | Ekoflöjt 4'     | Basun 16'     |           |
| Oktava 2'      | Nasat 2 2⁄3'    | Skalmeja 4'   |           |
| Mixtur 5 chor  | Waldflöjt 2'    |               |           |
| Cymbel 3 chor  | Ters 1 3⁄5'     |               |           |
| Dulcian 16'    | Sifflöjt 1'     |               |           |
| Trumpet 8'     | Scharf 3 chor   |               |           |
|                | Oboe 8'         |               |           |
|                | Clarinett 8'    |               |           |
|                | Tremulant       |               |           |

## Kyrkklockor
Kyrkan har i dag tre stycken klockor. Den större klockan väger 875 kilo, den mindre väger 400 kilo. Man har även kvar den gamla storklockan från 1653.
Inskription på den stora klockan: 
År 1949 då Oscar Svensson var kyrkoherde och Sven Hector komminister, göts denna klocka på bekostnad av Knut Nilsson och hans hustru Kerstin, Ås. På andra sidan står att läsa: 
Jag vill med klangen leda till Herrens hus i Eda och viga mödans tid till Helg och Sabbatsfrid
Den mindre klockan har följande inskription:
Åt minnet av hemmansägaren Per Hansson i Tälle, kyrkans store donator, göts denna klocka 1949, då Oscar Svensson var kyrkoherde och Sven Hector var komminister i Eda. På andra sidan står att läsa:
Klockan, ring ett himmelskt bud, Ring för glädjen, ring för smärtan. Ring med hälsning ifrån Gud frid och ro i människohjärtan.
Den gamla storklockan från 1653 fungerar numera som själaringningsklocka. Inskription:
ERRA VARE GUDH I HÖGDENE. M. ANREIAS. P.O.I.S..P.G.S. ANNO 1653.På andra sidan står det svenska vapnet och över kronan finns initialerna C.R.S.
Den gamla lillklockan flyttades senare till gamla kyrkogården till klockstapeln som uppfördes där. Inskription:
LÄR MIG HERRE TINA RÄTTERS VÄG ATT JAG MÅ BEVARA TEM INTILL ÄNDA. Mag Erik Noreen Pastor i Köln. Giuten i Carlstad af Näsman från Stockholm ano 1724. På andra sidan finns rättvisans bild med viktskål i ena handen och svärdet i andra.
Köln i ovanstående inskription avser grannsocknen Köla socken vilken tidigare har skrivits Köln och Kölen.